# Bokel (Sprakensehl)
Bokel ist ein Ortsteil der Gemeinde Sprakensehl im Landkreis Gifhorn in Niedersachsen.

## Geographie

### Lage
Bokel liegt im Osten der Südheide und ist das nördlichste Dorf des Landkreises Gifhorn.

### Geologie
Westlich von Bokel entspringt der Bokeler Bach.

## Geschichte
In der Franzosenzeit gehörte Bokel zum Distrikt Uelzen im Departement der Aller des Königreichs Westphalen. 1885 wurde der Kreis Isenhagen gegründet, dem Bokel angehörte. Zuvor gehörte Bokel zum Amt Isenhagen. 1932 wurde der Kreis Isenhagen aufgelöst, seitdem gehört Bokel zum Landkreis Gifhorn.
Am 1. März 1974 wurde die Gemeinde Bokel in die Gemeinde Sprakensehl eingemeindet.

### Einwohnerentwicklung
| Jahr      | 1910 | 1925 | 1933 | 1939 | 2008 | 2016 |
| --------- | ---- | ---- | ---- | ---- | ---- | ---- |
| Einwohner | 201  | 234  | 252  | 257  | 383  | 357  |

## Religion
Bokel ist seit der Reformation protestantisch geprägt. Die Johanneskapelle gehört zur Kirchengemeinde Sprakensehl im Kirchenkreis Wolfsburg-Wittingen der Evangelisch-lutherischen Landeskirche Hannovers.
Katholiken gehören zur St.-Marien-Kirche im rund 18 Kilometer entfernten Wittingen, näher gelegen ist jedoch die St.-Bonifatius-Kirche im rund 10 Kilometer entfernten Bad Bodenteich.

## Kultur und Sehenswürdigkeiten

### Bauwerke

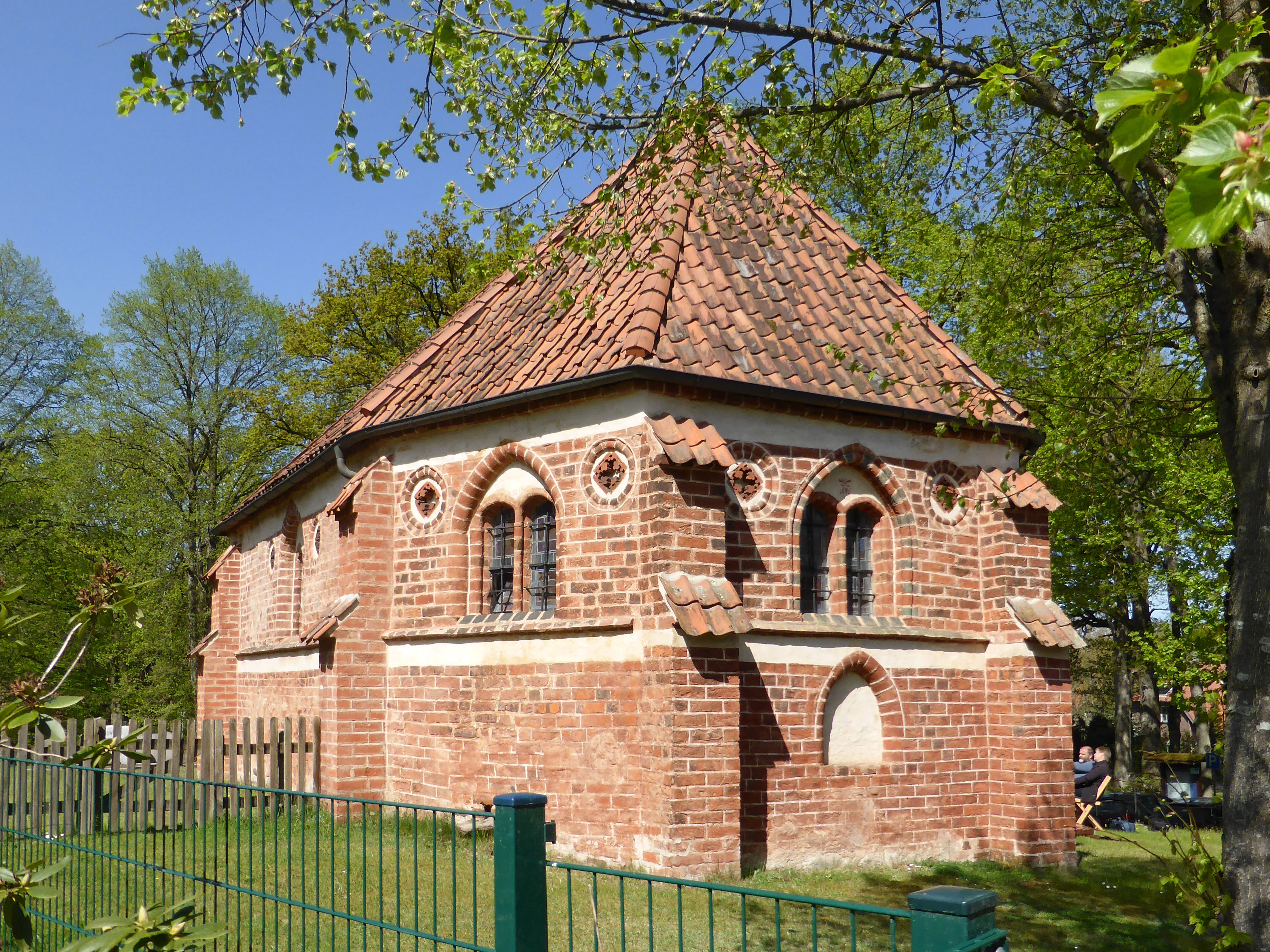
Johanneskapelle

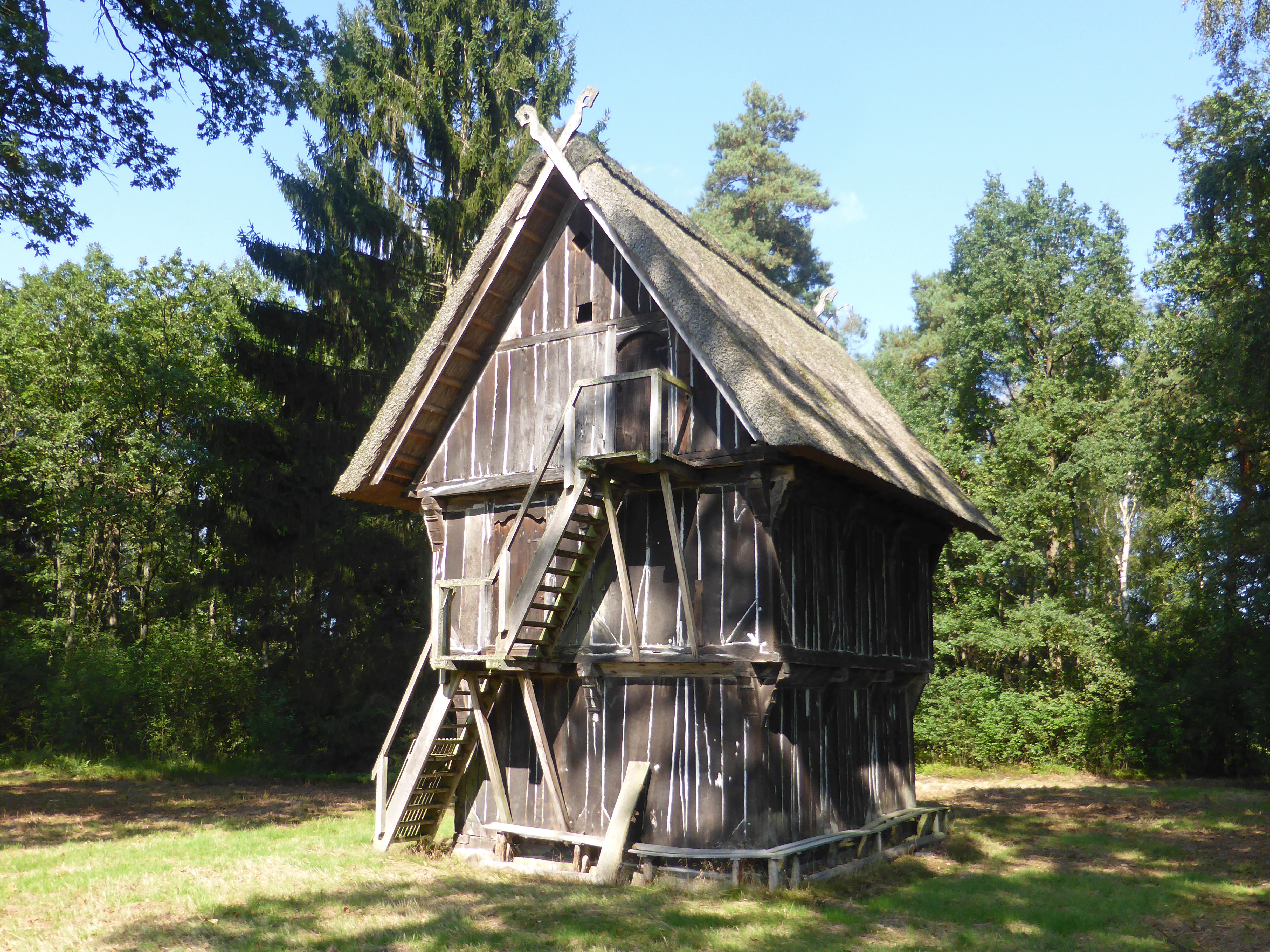
Treppenspeicher

#### Johanneskapelle
Die Johanneskapelle wurde 1472 fertiggestellt.

#### Hof Günne
Rund zwei Kilometer westlich der Ortsmitte von Bokel befindet sich der Hof Günne. Er geht auf eine Schäferei des Klosters Isenhagen zurück und wurde nach Zerstörungen im Dreißigjährigen Krieg um 1700 wieder aufgebaut. Bemerkenswert ist sein aus dem Jahre 1534 stammender Treppenspeicher, er wurde 1907 an seinen heutigen Standort versetzt und ist einer der ältesten erhaltenen Treppenspeicher der Lüneburger Heide.

#### Sender Behren-Bokel
Rund zwei Kilometer südwestlich der Ortslage Bokel steht der Sender Behren-Bokel, der zum Zeitpunkt seiner Fertigstellung 1961 mit 323 Meter Höhe das höchste Bauwerk in der Bundesrepublik Deutschland war.

### Grünflächen und Naherholung

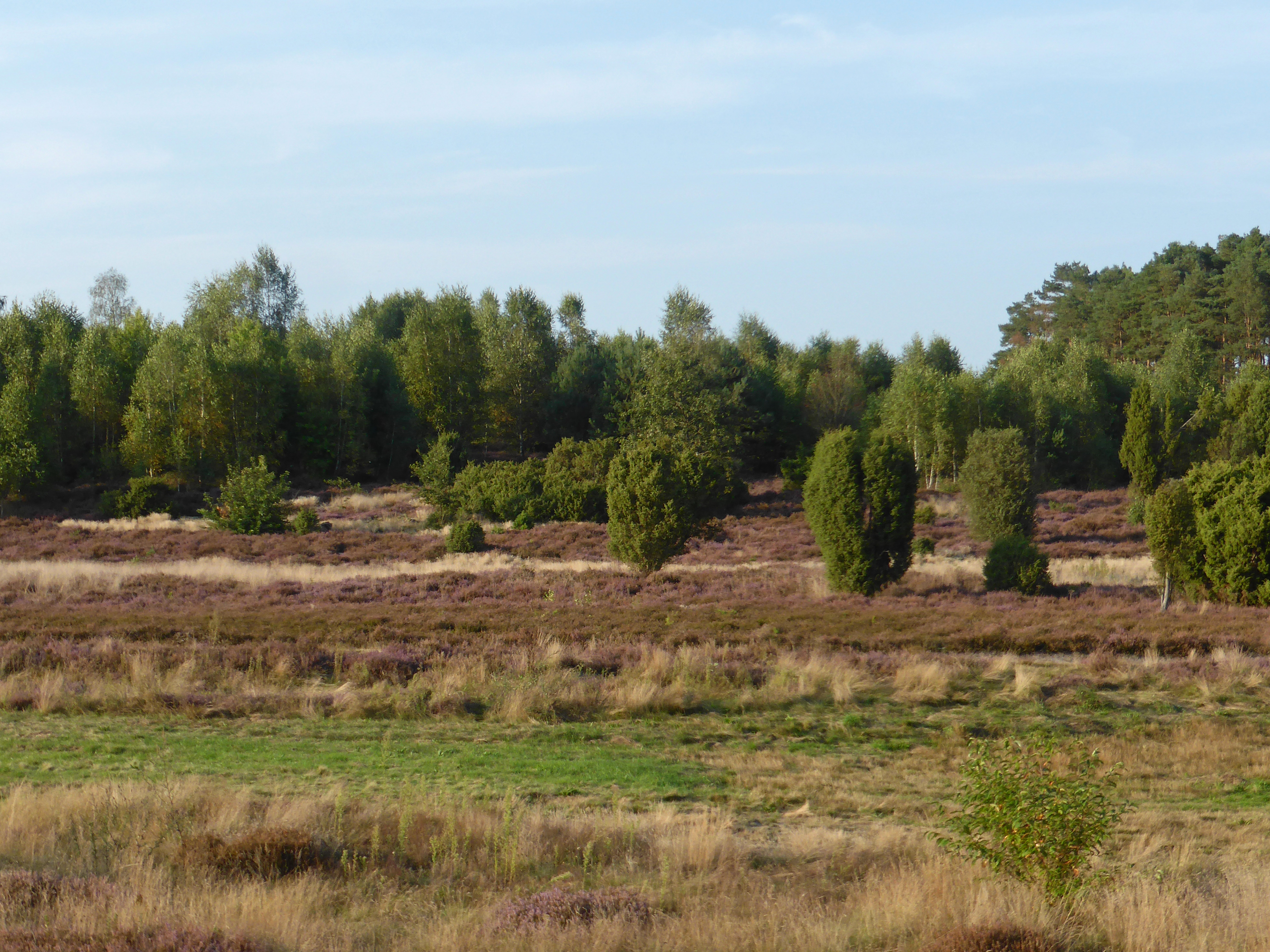
Heideblütental bei Bokel

Um Bokel herum befinden sich viele Waldgebiete sowie einige Heideflächen. Unter Naturschutz stehen die westlich von Bokel gelegene Bullenkuhle sowie die Bokeler Heide an der Straße nach Schweimke. Ein Naturdenkmal ist das nordöstlich von Bokel gelegene 4 ha große Heideblütental.

### Sport
Bokel betreibt gemeinsam mit Hagen einen Sportverein, den SC (Sportclub) Hagen-Bokel e. V.

### Vereine und Verbände
- Schützenverein Bokel
- Freiwillige Feuerwehr Bokel

## Wirtschaft und Infrastruktur

### Unternehmen
In Bokel befinden sich zahlreiche Ferienwohnungen und ein Café. Nahe dem Dorfkern liegen das Alten- und Pflegeheim „Ruhesitz Romantica“ und das Jagdgut Bokel. Das 980 ha große Areal des Guts beinhaltet ein 250 ha großes Jagdgatter, das seit 1916 besteht.

### Öffentliche Einrichtungen

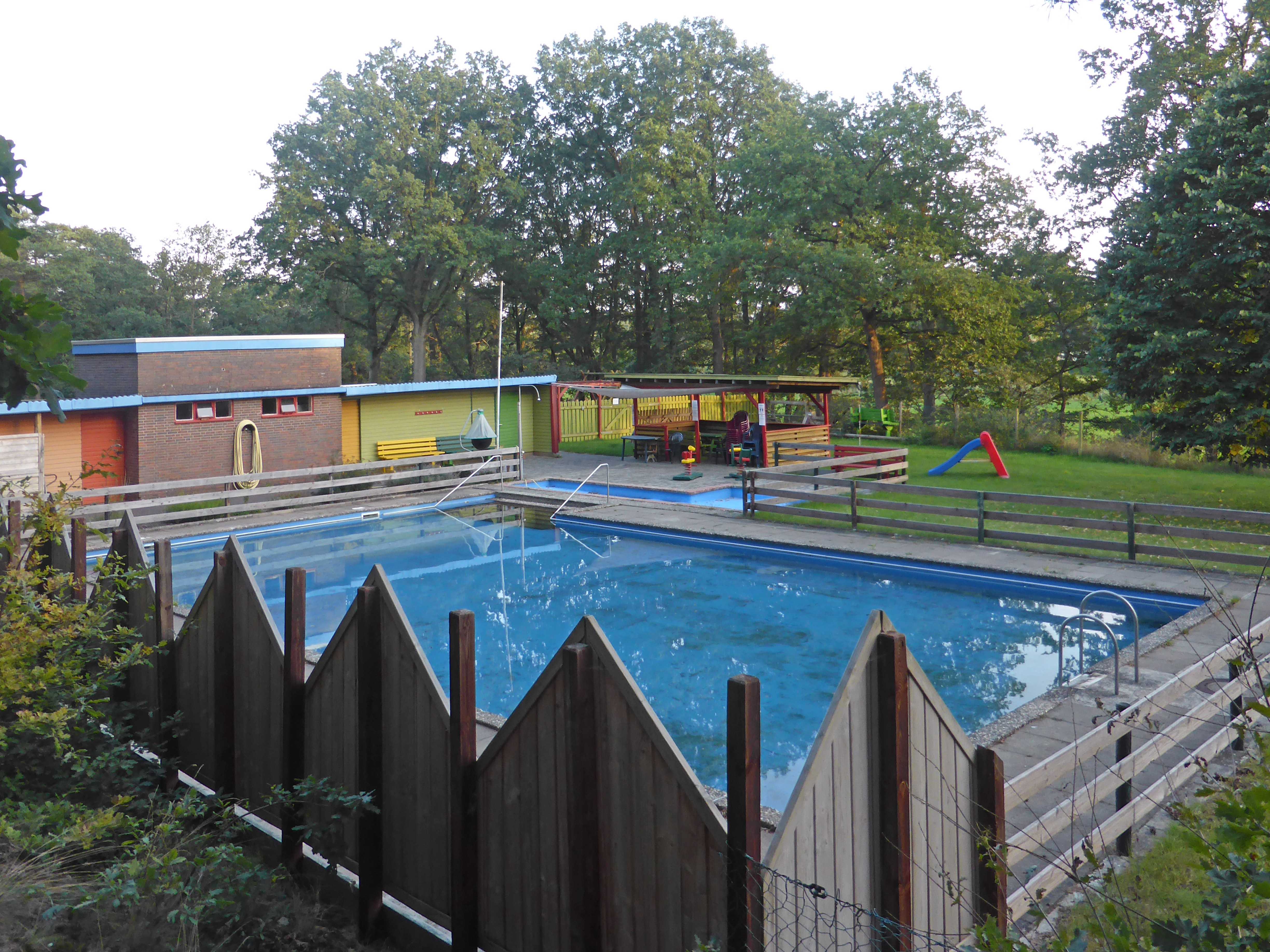
Freibad

Etwas östlich, im Wald gelegen, befindet sich ein kleines Freibad.

### Verkehr
Durch Bokel verläuft die Landesstraße 265, die Bokel im Südwesten mit Behren und im Osten mit dem bereits im Landkreis Uelzen gelegenen Reinstorf verbindet. Weitere Straßen führen von Bokel im Norden nach Breitenhees und Nienwohlde, beide ebenfalls bereits im Landkreis Uelzen gelegen, und im Süden nach Schweimke. Rund vier Kilometer westlich von Bokel verläuft die Bundesstraße 4. Linienbusse fahren an Schultagen von Bokel über Sprakensehl bis nach Hankensbüttel und über Steinhorst bis nach Groß Oesingen.